# Лептир машна
Лептир машна је врста кравате. Модерна лептир машна се везује уобичајеним чвором пертле, који се из тог разлога назива и чвор машне. Састоји се од траке од тканине која је симетрично везана око крагне кошуље, тако да два супротна краја формирају петље.
Генерално постоје три врсте лептир машне: претходно везане, са копчом и самовезујуће. Претходно везане лептир машне су кравате у којима је машна ушивена на траку која иде око врата и копчом се причвршћује. Лептир машне са "штипаљкама“ или копчама у потпуности изостављају траке, уместо тога се причвршћују директно за крагну. Традиционална лептир машна, која се састоји од траке од тканине коју носилац мора да веже руком, такође је позната као лептир машна „само-везујућа“, „вежи сам“ или „слободни стил“.
Лептир машне могу бити направљене од било ког материјала, али већина је направљена од свиле, полиестера, памука или мешавине тканина. Неке тканине (нпр. вуна или сомот) су много мање уобичајене за лептир машне него за обичне кравате.

## Порекло и историја
Лептир машна је настала међу хрватским плаћеницима током Тридесетогодишњег рата 17. века: хрватски плаћеници су користили шал око врата да затворе отвор на кошуљама. Ово је убрзо усвојено (под именом кравата, које потиче од француског за „Хрват“ (Croat)) од стране виших класа у Француској, тада лидера у моди, и процветало је у 18. и 19. веку. Неизвесно је да ли је ова кравата потом еволуирала у лептир машну и обичну кравату, или је кравата довела до лептир машне, што је заузврат довело до обичне кравате.
Најтрадиционалније лептир машне су обично фиксне дужине и направљене су за одређену величину врата. Величине могу да варирају између приближно 14 и 19 инча као код упоредиве крагне кошуље. Лептир машне фиксне дужине су пожељније када се носе са најформалнијим кошуљама са крагном, како не би откриле копчу или закачку подесиве лептир машне. Подесиве лептир машне су стандард када се кравата носи са мање формалном кошуљом са крагном која прикрива овратник кравате. "Једна величина за све" подесиве лептир машне су каснији проналазак који помаже да се ограниче трошкови производње.
Lavallière је врста кравате слична лептир машни која се популарно носила у 19. веку у Француској. Слична је лептир машни, али има већи чвор и висеће крајеве.

## Стереотипи носилаца лептир машне
Својим поклоницима, лептир машна сугерише иконоклазам неке врсте Старог света, непоколебљиво придржавање супротне тачке гледишта. Лептир машна наговештава интелектуализам, прави или лажни, а понекад сугерише техничку оштроумност, можда зато што је тако тешко завезати. Лептир машне носе мађионичари, сеоски лекари, адвокати и професори и људи који се надају да ће изгледати као они. Али можда највише од свега, ношење лептир машне је начин да се емитује агресивни недостатак бриге за оно што други људи мисле.— Ворен Сент Џон у Њујорк тајмсу, 2005. 
Популарна перцепција има тенденцију да повезује носиоце лептир машне са одређеним професијама, као што су архитекте,  финансијери, адвокати,  универзитетски професори, наставници, конобари и политичари. Педијатри често носе лептир машне, јер бебе не могу да их зграбе као што би могле да зграбе кравату. Лептир машне не падају лако на места где би се запрљале или где би могле, случајно или намерно, да задаве онога ко их носи. Кловнови понекад користе превелику лептир машну за свој комични ефекат. Класични музичари традиционално наступају у ансамблима са белим или црним лептир машнама. Лептир машне су такође повезане са венчањима, углавном због њиховог скоро универзалног укључивања у традиционалну свечану одећу.
Лептир машне, или њихове мале варијације, такође су ушле у женску одећу, посебно у пословну. Осамдесетих година 20. века професионалне жене, посебно у закону, банкарству и корпоративном свету, носе веома конзервативна одела по мери, са порастом продаје од скоро 6 милиона јединица.  Често су се носиле са блузама закопчаним на дугмад, неке са наборима напред као код смокинг кошуља, и додатком - лептир машнама које су биле нешто пуније од стандардних лептир машни које су носиле њихове мушке колеге, али су обично од истих тканина, боја и дезена као мушке кравате.
Постоје и лептир машне за дечаке, обично црвене, на ластиш, тако да су подесиве, које носи мали дечаци у свечаним приликама. 

## Врсте

### Само-везујућа лептир машна
Само-везујуће лептир машне, као што им само име каже, морају везати сами носиоци. 
- Свилене лептир машне. Фиксна дужина са фиксним и подесивим крајевима.
- Лептир машна, свила
- Лептир машна, тип "крила слепог миша", вуна
- Лептир машна, тип "дијамант", свила

### Претходно везане лептир машне
Ношење готове, претходно везане лептир машне у формалним приликама које захтевају црну или белу кравату код облачења обично се сматра промашајем, мада у приликама као што су матуре или оне на којима је мало вероватно да су учесници имали много искуства са ношењем лептир машне, може бити уобичајено.

Као што је приказано на сликама испод, друга врста готове лептир машне је дрвена лептир машна, прилично нов производ који се углавном производи у САД и Канади. У употреби су и други материјали. Пример би биле лептир машне које су направљене од природног птичјег перја; ово је такође прилично нов производ произведен углавном у САД и Европи (у Пољској).
- Претходно везана лептир машна
- Неформална лептир машна
- Дрвена лептир машна, произведена у Канади и САД
- Лептир машна од перја, пољска

### Лептир машне са закопчавањем
Лептир машне са закопчавањем не иду око врата, већ се причвршћују за крајеве крагне.

## Боје лептир машни
У почетку су постојале само црне лептир машне док су се касније, првенствено у Ирској, појавиле и у другим бојама као што су зелена, браон и друге. Црна лептир машна се углавном носи у јако свечаним приликама као што су венчања уз фрак (смокинг) или неки свечани сако. Лептир машне у боји и различитих шара се данас често могу видети на многим мушкарцима било да су у питању неформалне вечере, пословни састанци или различите прославе. Кариране, шаљиве, шарене кравате и лептир машне се углавном комбинују са једнобојним кошуљама. Уколико одаберете црвену лептир машну, пожељно би било да са њом упарите марамицу за сако или нпр. пертле на ципелама уколико су ципеле тегет и неформалне.